# فردریش آگوست اشتولر

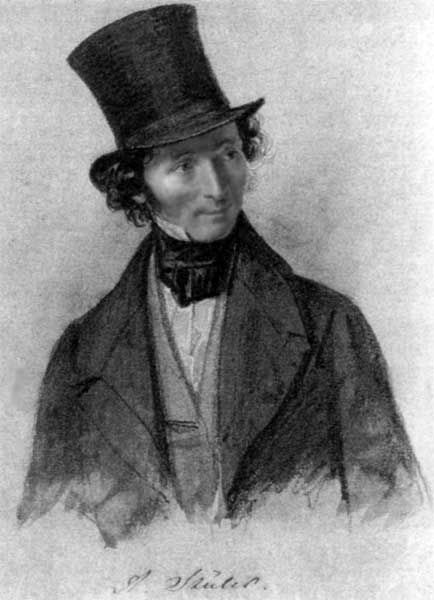
Friedrich August Stüler in 1840

فردریش آگوست اشتولر (به آلمانی: Friedrich August Stüler) (۲۸ ژانویه ۱۸۰۰ – ۱۸ مارس ۱۸۶۵) یک معمار و ساختمان‌ساز برجسته پروسی بود. شاهکارهای او ساختمان موزه نو برلین و همچنین گنبد طاق نصرت دروازه اصلی کاخ برلین هستند.